# 페르가나 분지

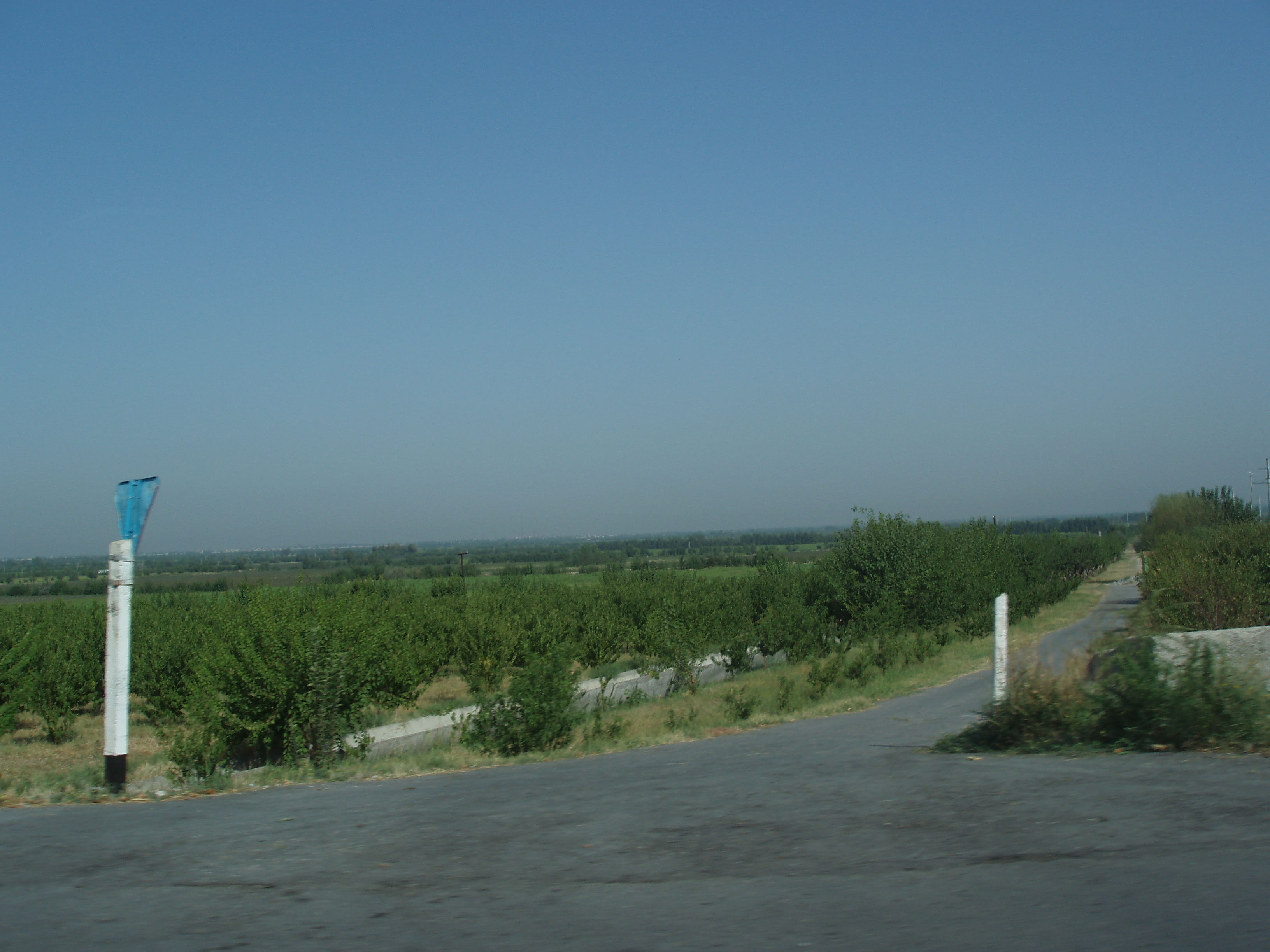
우즈베키스탄 페르가나 서부에 있는 페르가나 분지의 평원 지대

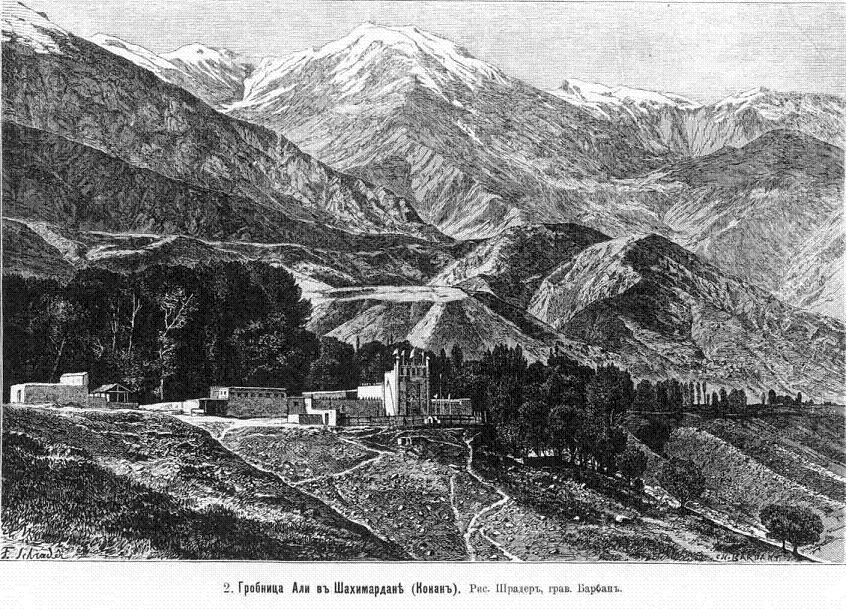
페르가나 분지

페르가나 분지(우즈베크어: Farg‘ona vodiysi, 키르기스어: Фергана өрөөнү, 타지크어: водии Фaрғонa, 러시아어: Ферганская долина, 페르시아어: وادی فرغانه)는 우즈베키스탄과 키르기스스탄, 타지키스탄 세 나라를 가로지르는 거대한 지역으로 중앙아시아 동부에 위치한다. 톈산산맥 북쪽과 기사르알라이 산맥 남쪽 사이에 위치하며 최대 길이는 300km, 최대 넓이는 70km, 면적은 22,000km2, 인구는 11,342,000명이다.
고대에는 그리스-박트리아 왕국이었고 유럽 인종인 아리안인들이 살았으며 스키타이인들이 있었고 월지 때는 불교가 유행했다. 주민은 우즈베크족이 대다수이다.
농지가 비옥하고 중앙아시아에서 인구가 가장 많은 지대이며 역사가 길고 중앙아시아의 문화 중심지이다. 나린강과 카라다리야강이 흐르며 이들 강은 나망간 인근에서 시르다리야강과 합류한다. 
우즈베키스탄에는 이 페르가나 분지의 이름과 같은 도시인 페르가나가 있으며 인구는 23만명의 작은 도시이다. 페르가나시에는 자동차 산업 지대가 있으며 석유와 천연 가스가 매장되어 있으며 주로 목화가 재배된다.

## 같이 보기
- 킵차크인
- 메스헤티 튀르크인
- 파미르고원
- 비단길